# 圣多纳廷教长楼

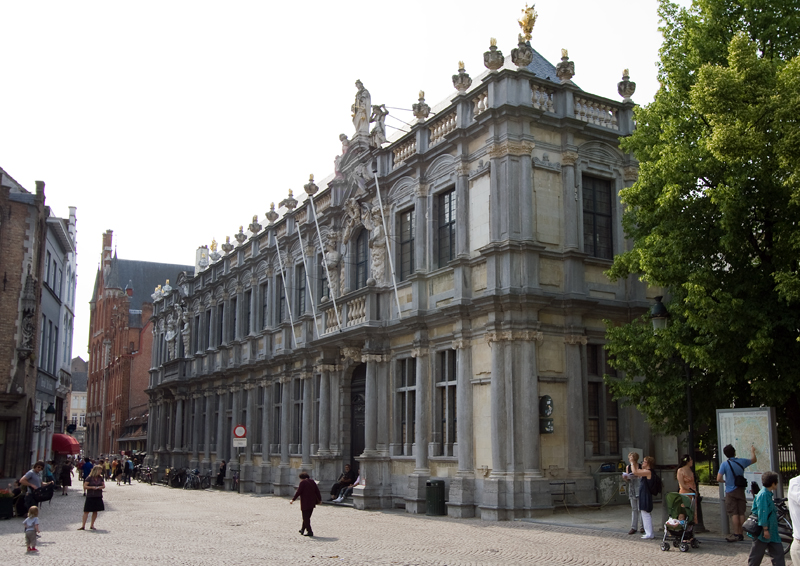
圣多纳廷教长楼

51°12′31″N 3°13′34″E / 51.20867°N 3.22616°E
圣多纳廷教长楼（荷蘭語：Sint-Donaasproosdij）是一座巴洛克建筑，位于比利時西佛兰德省布魯日的城堡广场。 
目前的建筑建于1665年，由安特卫普建筑师 Cornelis Verhouven 建造，是典型的反宗教改革的巴洛克建筑。门上装饰有希腊众神「真理」、「慈善」和「正义」。
1972年至1974年，该建筑彻底修复，2001年再次刷新。目前作为省长官邸。